# Kang Soo-yeon
Kang Soo-yeon (Seul, 18 agosto 1966 – Seul, 7 maggio 2022) è stata un'attrice sudcoreana.

## Biografia
Per il film Ssibaj-i ha vinto la Coppa Volpi per la migliore interpretazione femminile alla 44ª Mostra internazionale d'arte cinematografica di Venezia.
Ha vinto tre volte il Premio Daejong alla miglior attrice.

## Filmografia parziale
- Ssibaj-i (씨받이), regia di Im Kwon-taek (1987)
- Jung_E ((정이, Jeong-i), regia di Yeon Sang-ho (2023)